# 布略
布略（法語：Blieux，法語發音：[blijø]）是法国上普罗旺斯阿尔卑斯省的一个市镇，属于迪涅莱班区。

## 地理
布略（43°52'21"N, 6°22'16"E）面积56.8 平方千米，位于法国普罗旺斯-阿尔卑斯-蓝色海岸大区上普罗旺斯阿尔卑斯省，该省份为法国东南部内陆省份，北起上阿尔卑斯省，西接沃克吕兹省，西北接德龙省，南至瓦尔省，东临滨海阿尔卑斯省，东北部与意大利接壤。
与布略接壤的市镇（或旧市镇、城区）包括：巴雷姆、卡斯泰拉讷、马雅斯特尔、韦尔东河畔拉帕吕、鲁贡、瑟内。

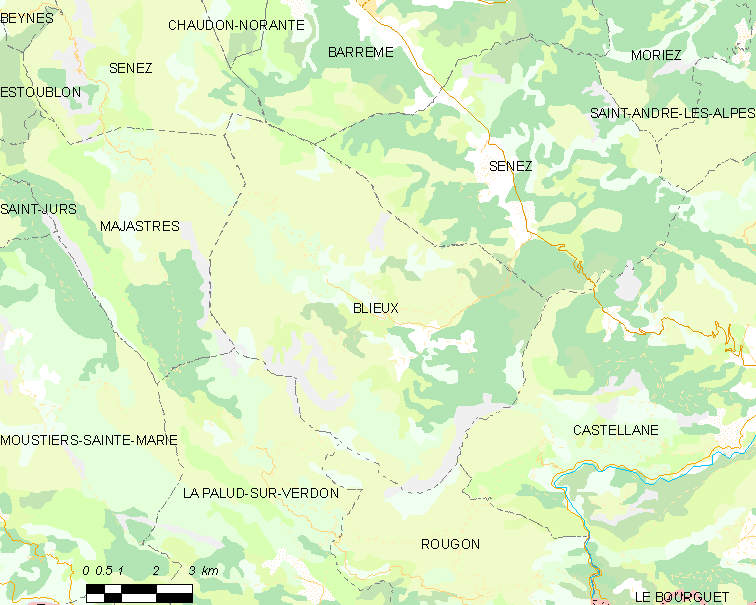
布略的OSM定位图

布略的时区为UTC+01:00、UTC+02:00（夏令时）。

## 行政
布略的邮政编码为04330，INSEE市镇编码为04030。

## 政治
布略所属的省级选区为里耶兹县。

## 人口

1962-2008年间布略人口变化图示

布略于2022年1月1日时的人口数量为52人。